# Celerina/Schlarigna

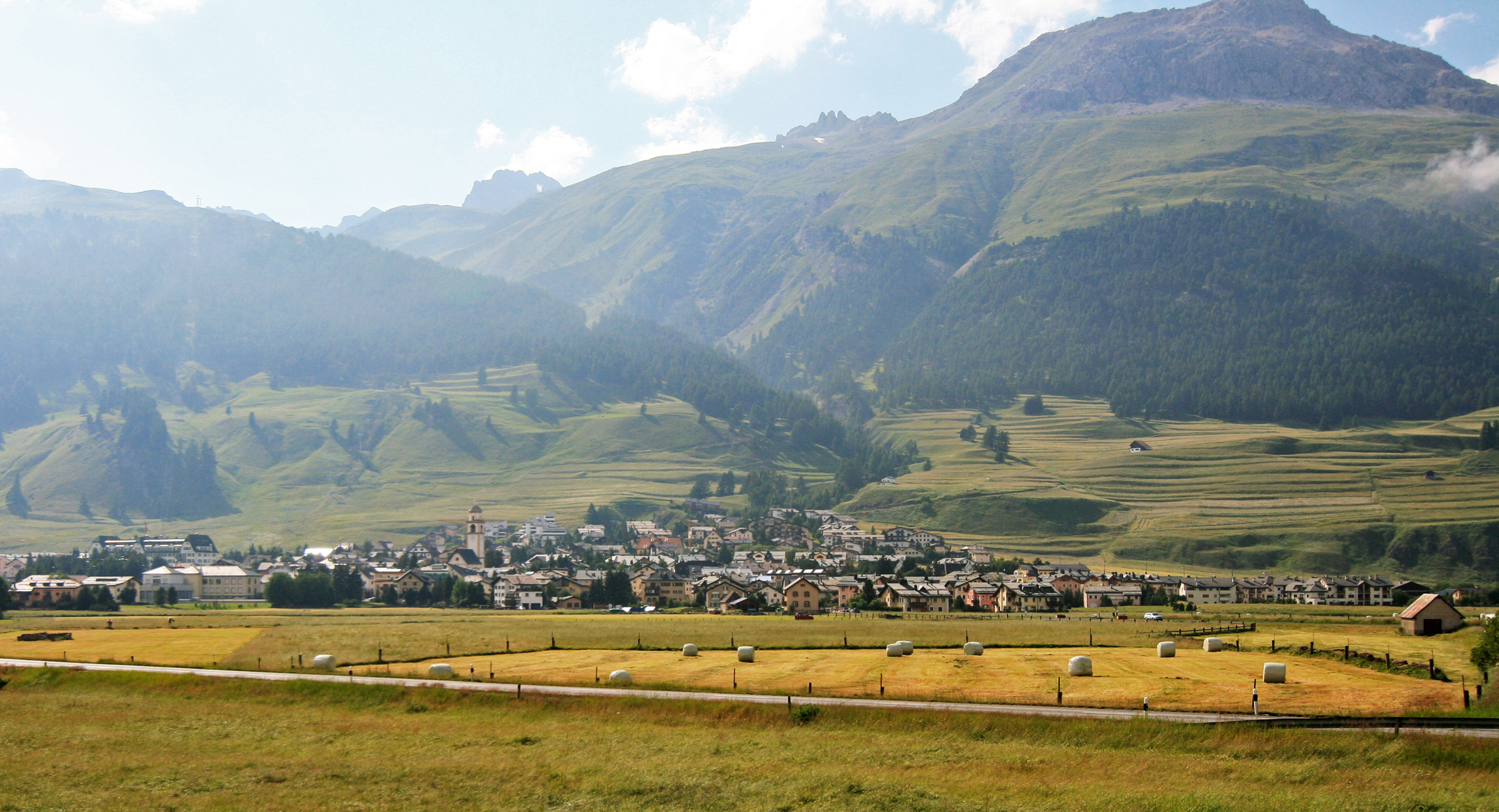
Dolina Engadyna z Celerina/Schlarigną

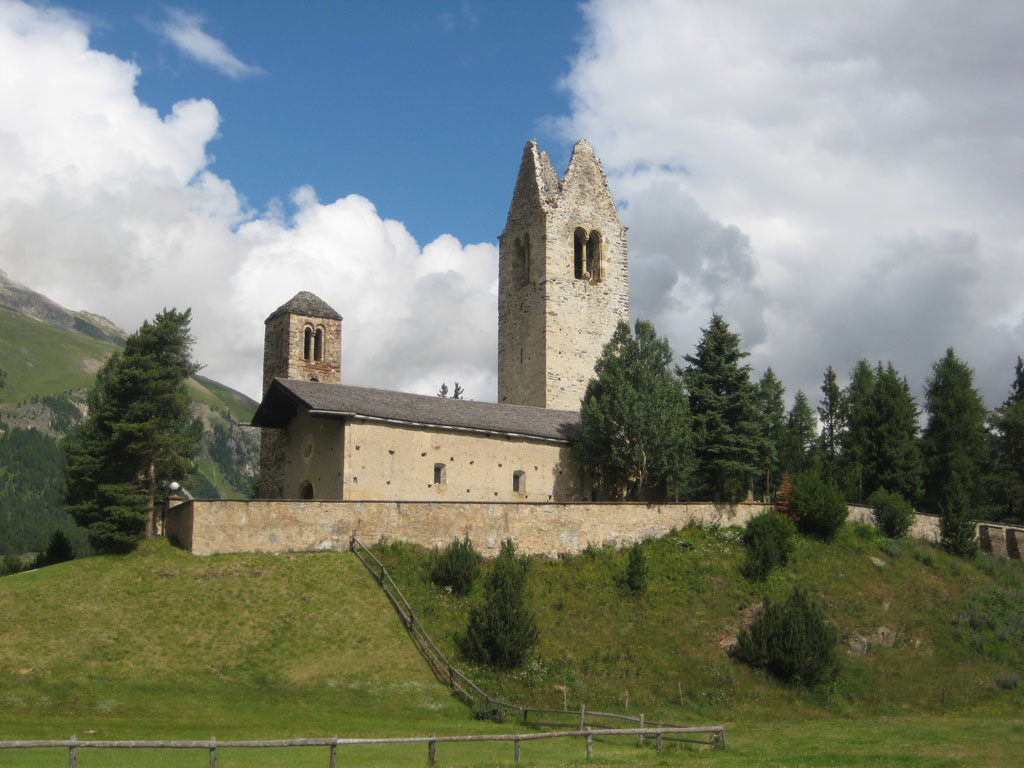
Kościół pw. św. Jana (San Gian)

Celerina/Schlarigna (niem./wł. Celerina; rm. Schlarignaⓘ; do 1943 Celerina, 1943-1950 Schlarigna/Celerina) – miejscowość i gmina w Szwajcarii, w kantonie Gryzonia, w regionie Maloja. Jest położona u ujścia doliny Berninapass w Górnej Engadynie. Od 2006 ma powierzchnię 24,02 km². Z tego obszaru 34% jest użytkowane rolniczo, a 30,5% jest zalesione. Z pozostałej części terenu 4,1% jest zasiedlone (budynki lub drogi), a pozostała część (31,4%) jest nieprodukcyjna (rzeki, lodowce lub góry).

## Historia
Celerina/Schlarigna po raz pierwszy wspomniana została w 1313 roku jako Schellarin. W 1320 wzmiankowana była jako Celarina. Do 1943 oficjalna nazwa gminy brzmiała Celerina, kiedy to przyjęła nazwę Schlarigna/Celerina. W 1950 roku ponownie przemianowana na Celerina/Schlarigna.

## Geografia
Miejscowość typu Haufendorf, czyli nieregularna i nieplanowana o dość gęstej architekturze zbudowanej wokół centralnego placu i osady Crasta. Znajduje się w Górnej Engadynie, w regionie Maloja. 

## Demografia
W Celerina/Schlarignie mieszkają 1 484 osoby. W 2020 roku 27,4% populacji gminy stanowiły osoby urodzone poza Szwajcarią.

## Turystyka
W centrum gminy zachowało się wiele historycznych budynków, liczne pochodzą z XVII wieku. Należą do nich trzy zabytkowe kościoły: mały romański kościół w Crasta, barokowy kościół Bel Taimpel w centrum miejscowości i gotycki kościół pw. św. Jana (San Gian) położony na wzgórzu nad rzeką Inn. Kościół San Gian jest uznany za zabytek dziedzictwa narodowego. Został zbudowany w 1478 roku na miejscu starszej o około 500 lat kaplicy. Ma jednoapsydową konstrukcję z malowanym drewnianym dachem i freskami. W 1682 roku w gotycką wieżę dzwonniczą uderzył piorun i spalił drewnianą iglicę, która nie została odbudowana.
W ciągu ostatnich kilku dekad istotnie wzrosło znaczenie turystyki w Celerina/Schlarigni. Istnieje zarówno turystyka letnia, jak i zimowa. Latem uprawiana jest turystyka piesza, wspinaczka górska i kolarstwo górskie. W pobliżu jest także możliwość gry w golfa, lotów szybowcem i pływania. Sporty zimowe obejmują narciarstwo biegowe, alpejskie, bobsleje i skeleton. W Celerina/Schlarigni znajduje się bezpośredni wyciąg narciarski prowadzący do ośrodka narciarskiego Corviglia, którego znaczna część leży w gminie Celerina/Schlarigna.

## Transport
Przez teren gminy przebiegają drogi główne nr 27 i nr 29.